# Paleis Jelgava
Het paleis van Jelgava of het paleis van Mitau (Lets: Jelgavas Pils, Duits: Schloss Mitau) is een paleis in de Letse stad Jelgava. Het is het grootste barokke paleis in de Baltische staten.

## Geschiedenis
In 1738 werd het oorspronkelijke middeleeuwse kasteel van Jelgava opgeblazen. Datzelfde jaar werd er gestart met de bouw van het nieuwe paleis onder leiding van de architect Bartolomeo Rastrelli. Toen de Koerlandse hertog Ernst Johann Biron twee jaar later uit de gratie viel, kwam ook de bouw van het paleis stil te liggen, hoewel het dak van het paleis nog niets voltooid was. Na de terugkeer van Biron in 1762 werd het werk aan het paleis hervat, maar door financiële problemen was Biron genoodzaakt te verhuizen naar Sint-Petersburg. Naast Rastrelli werkte ook de Deense architect Severin Jensen mee aan de bouw van het paleis. In 1772 werd het paleis voltooid en voor een periode van zes maanden woonde Ernst Johann Biron in het paleis. Zeven jaar later verbleef de Italiaanse avonturier Alessandro Cagliostro enige tijd in het paleis.
In 1788 woedde er een brand en raakte het paleis beschadigd. Zeven jaar later ging het hertogdom Koerland en Semgallen op in het Russische Keizerrijk. In 1797 nam de Franse troonpretendent en latere koning Lodewijk van Bourbon zijn intrek in het paleis. Deze zette in het paleis een nieuwe hofhouding op naar de maatstaven van het hofleven in Versailles. In 1801 werd Lodewijk door Paul I van Rusland weggestuurd, maar diens zoon Alexander I van Rusland nodigde hem in 1804 uit om naar Jelgava terug te keren. Lodewijks tweede verblijf in het paleis zou tot 1807 duren.
Na de napoleontische tijd huisde in het paleis tot aan 1915 de administratie van het gouvernement Koerland. In 1919 werd het interieur van het paleis verwoest door het terugtrekkende leger van Pavel Bermondt-Avalov. Onder de republiek Letland werd begonnen met de restauratie van het paleis en in 1939 werd de nieuw opgerichte Landbouwacademie in het paleis gevestigd. Tijdens de Duitse bezetting van Letland fungeerde het paleis van Jelgava als de residentie van Gebietskommissar Walter von Medem. Tijdens de gevechten van 1944 werd het paleis bijna compleet vernietigd. In de periode 1956-1964 werd het exterieur van het paleis herbouwd. Na de restauratie werd wederom de Letse Landbouwuniversiteit in het paleis gevestigd.

## Crypte
Alle kisten van de tussen 1569 en 1791 overleden hertogen van Koerland van de huizen Kettler en Biron werden in 1819 verplaatst naar het zuidwestelijke deel van het kasteel verplaatst. De crypte bevat 21 stenen sarcofagen en negen houten doodskisten.

## Galerij

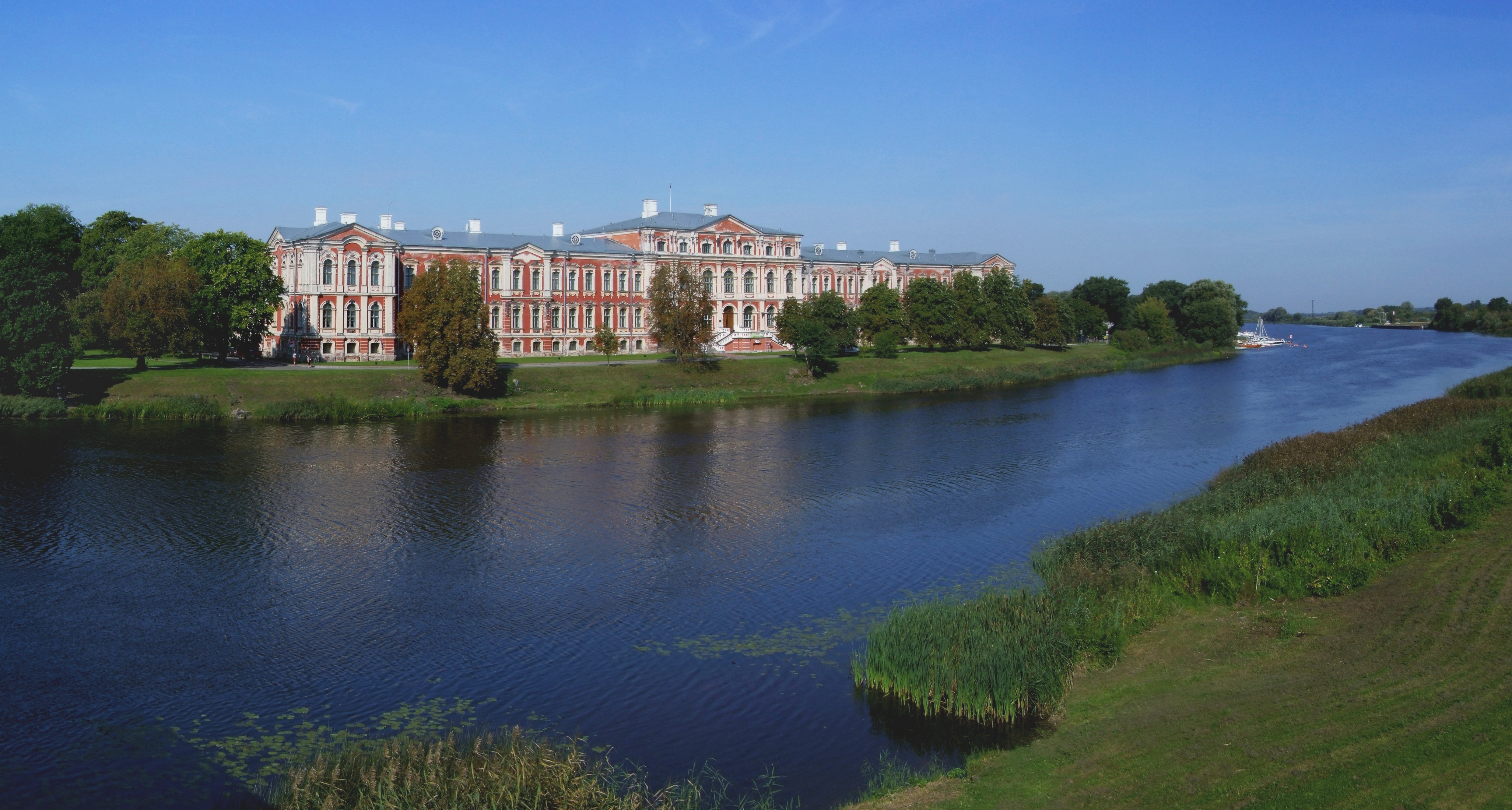
Het paleis met de rivier de Lielupe
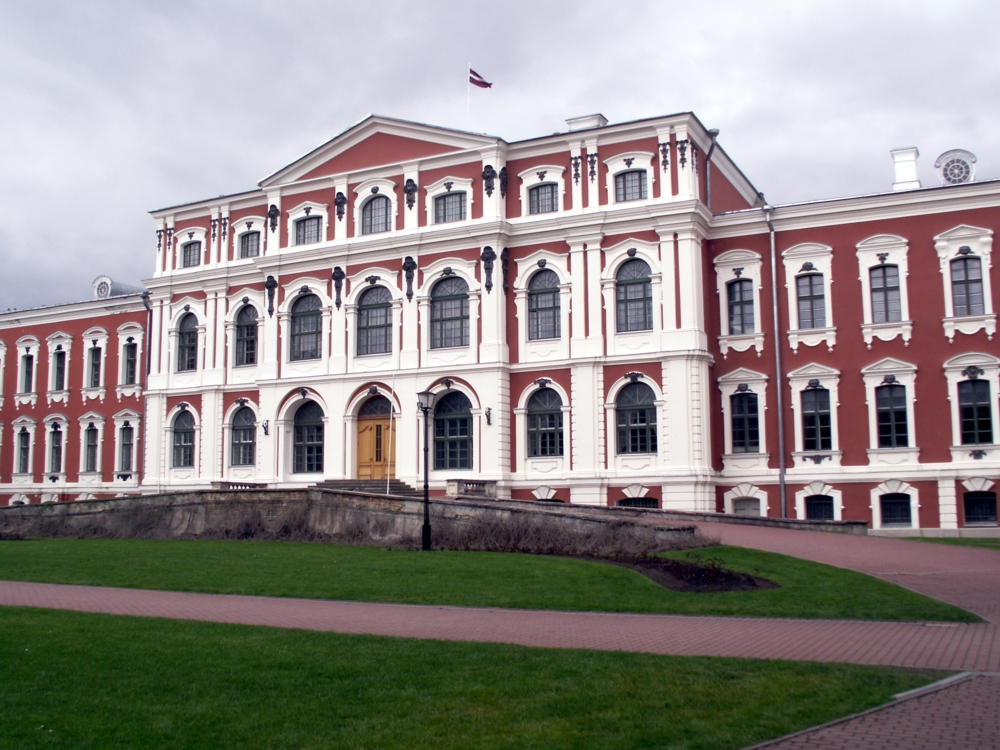
Gezicht op de binnenhof
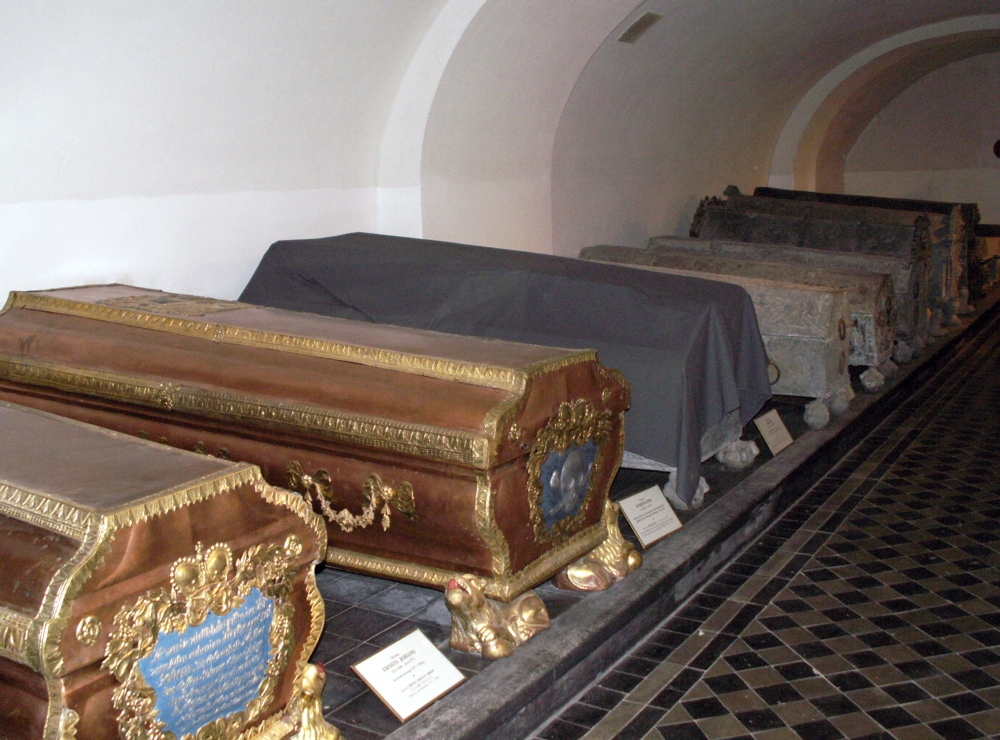
De crypte in het paleis
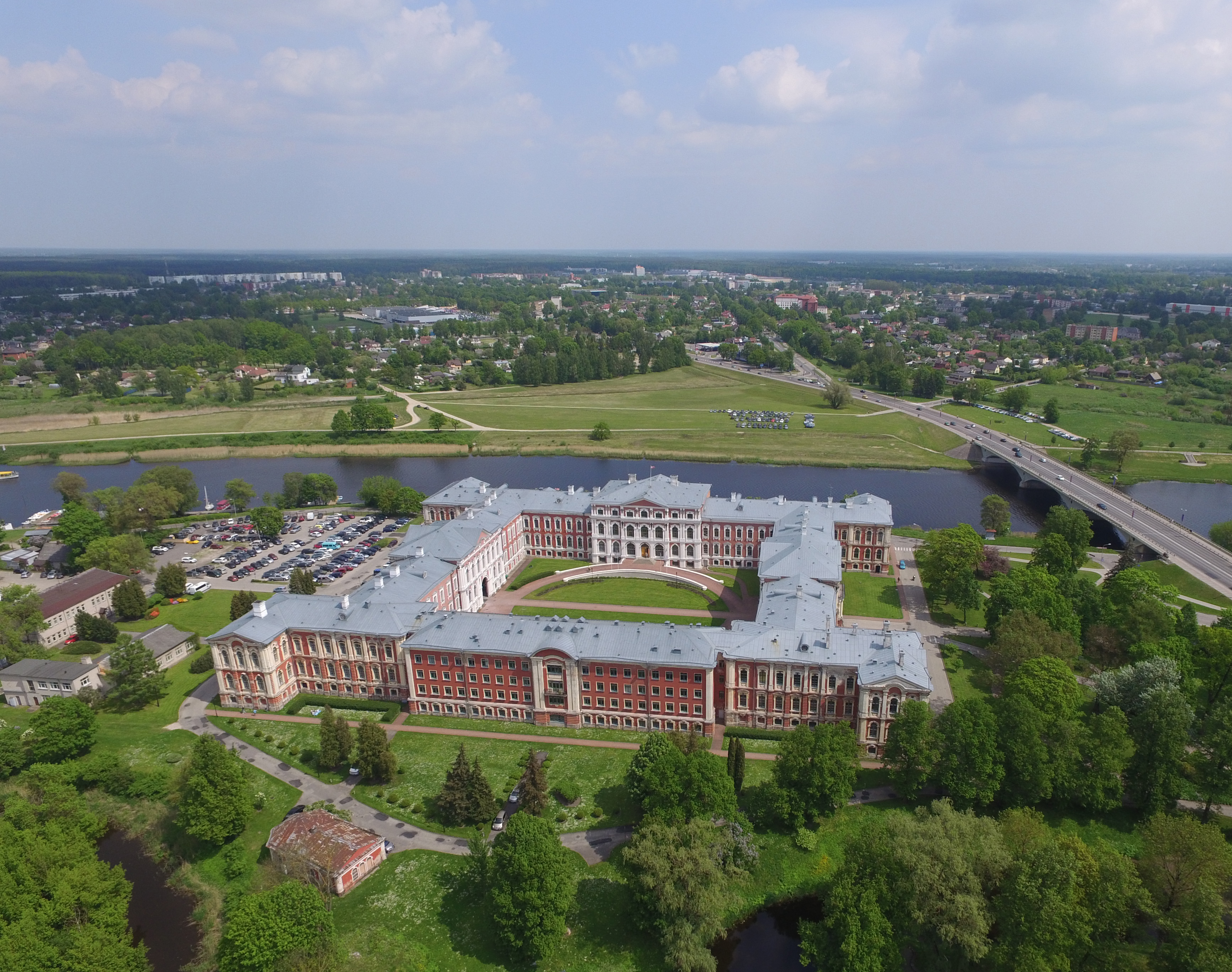
Luchtfoto van het paleis
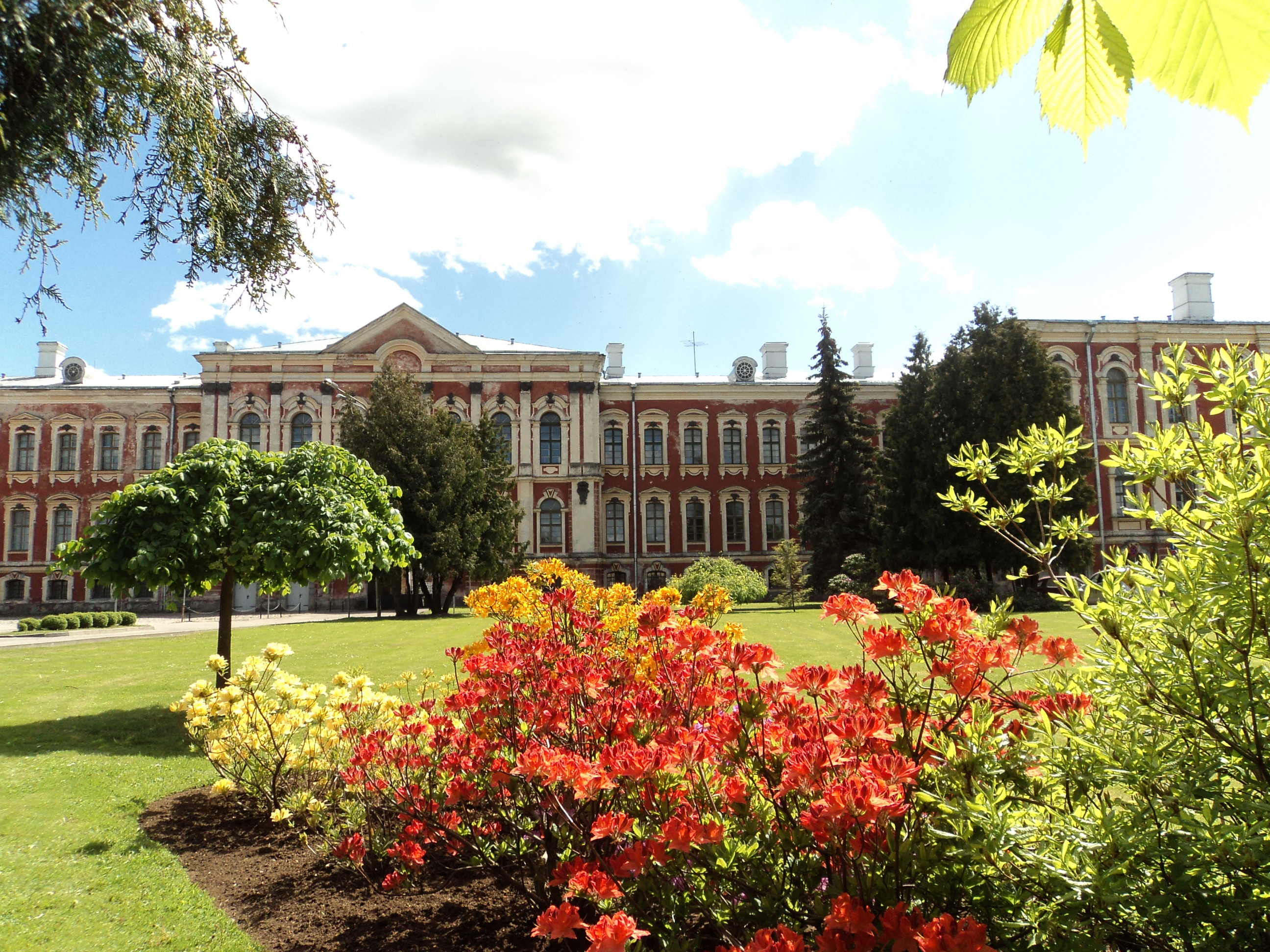
Het park van het paleis in de lente (2015)

## 360 Degree Image
- Jelgava Palace 360 Degree View with WikiCommons (equirectangular Image)